# ドミニク・ペロネ

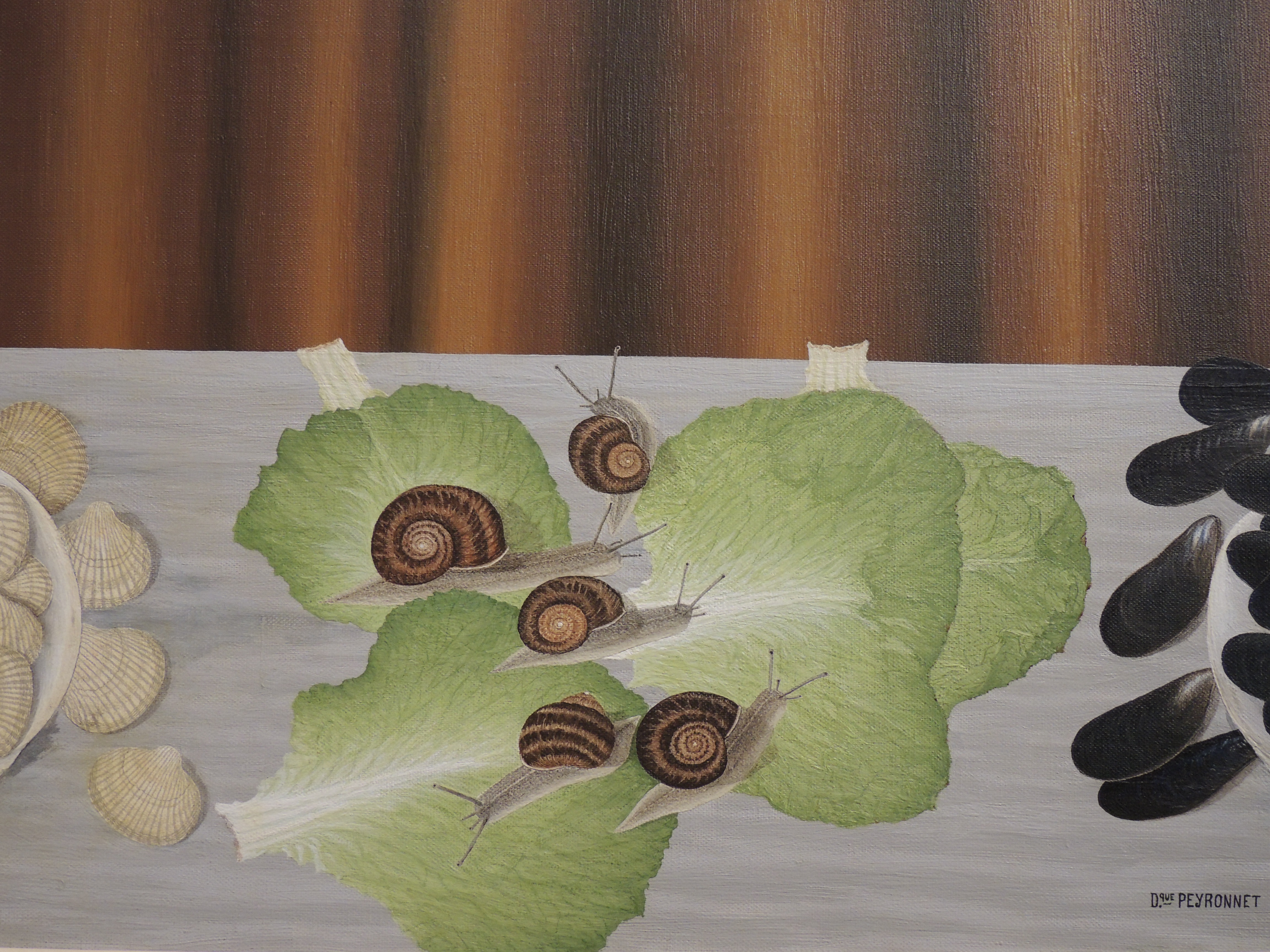
ペロネ作『コック貝、エスカルゴ、ムール貝』

ドミニク・ペロネ（Dominique Paul Peyronnet、1872年 - 1943年）はフランスの画家である。「素朴派」の画家に分類されることもある。

## 概要
ジロンド県のタランスで生まれた。1902年にパリに移ってきた多色刷りの版画を得意とした版画家で、1920年頃から、油絵を描くようになった。印象派のスタイルで作品を描いた後、細部の表現に執着する独特なスタイルの作品を描くようになった。1932年と1934年にアンデパンダン展に出展し、美術評論家のマクシミリアン・ゴーチェやコレクターのセシル・グレゴリーに注目された。グレゴリーから、アンリ・ルソーらの素朴派の画家の作品を見出し展覧会を開いた、ヴィルヘルム・ウーデに紹介された。1937年に開かれた展覧会「Les Maîtres populaires de la réalité」に何点かの作品が展示された。

## 作品

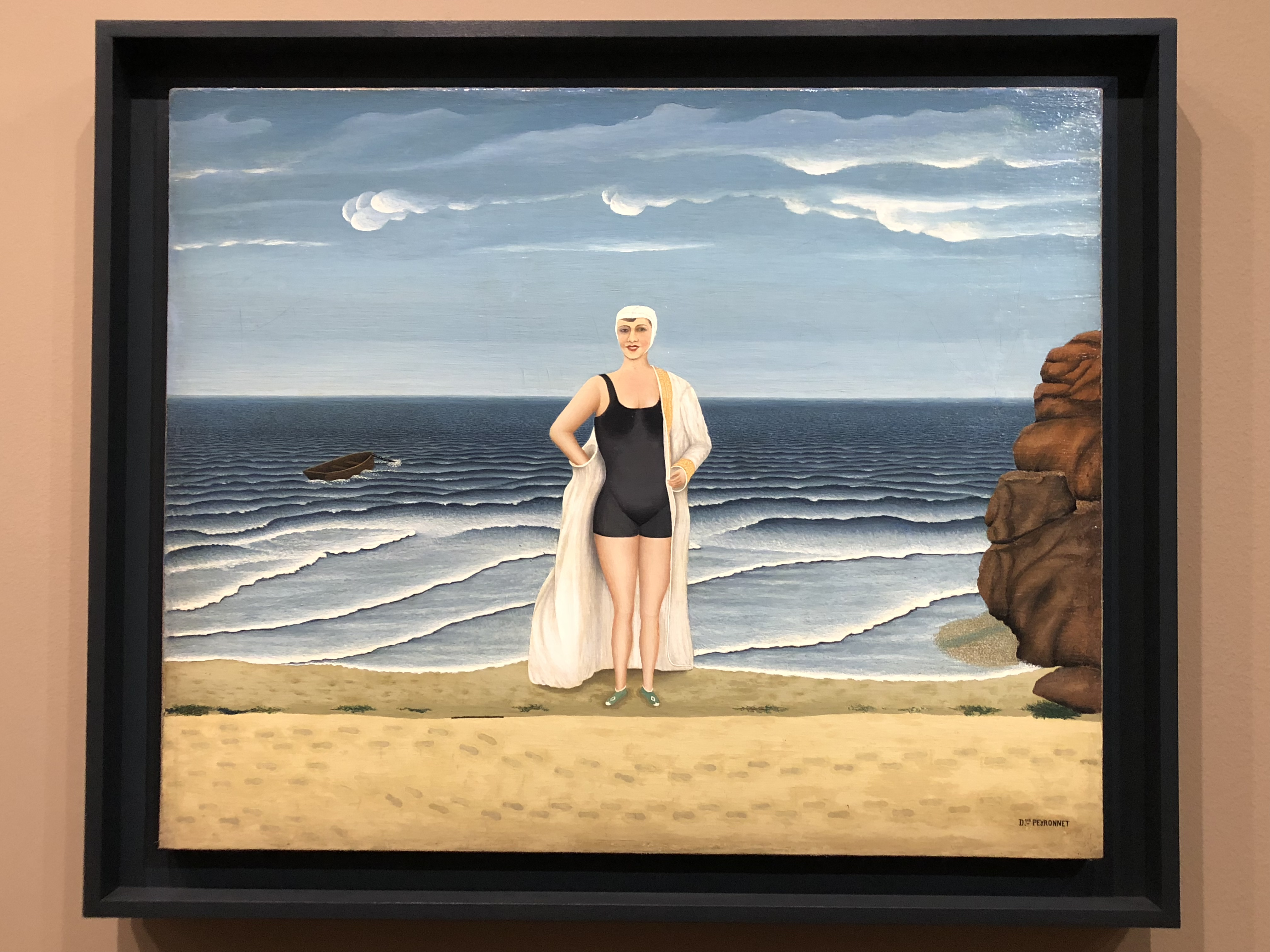
水浴の後(1931)
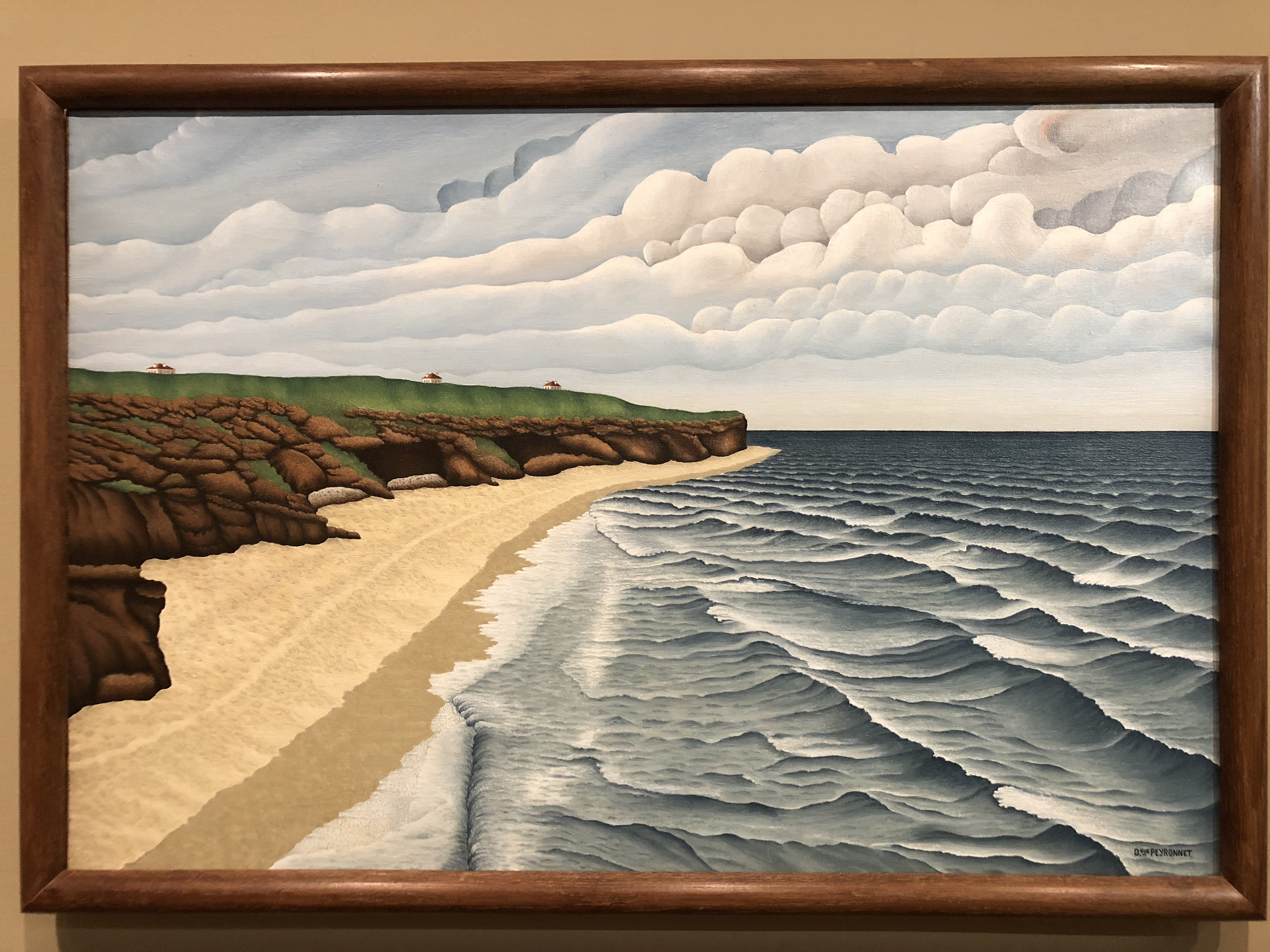
崖
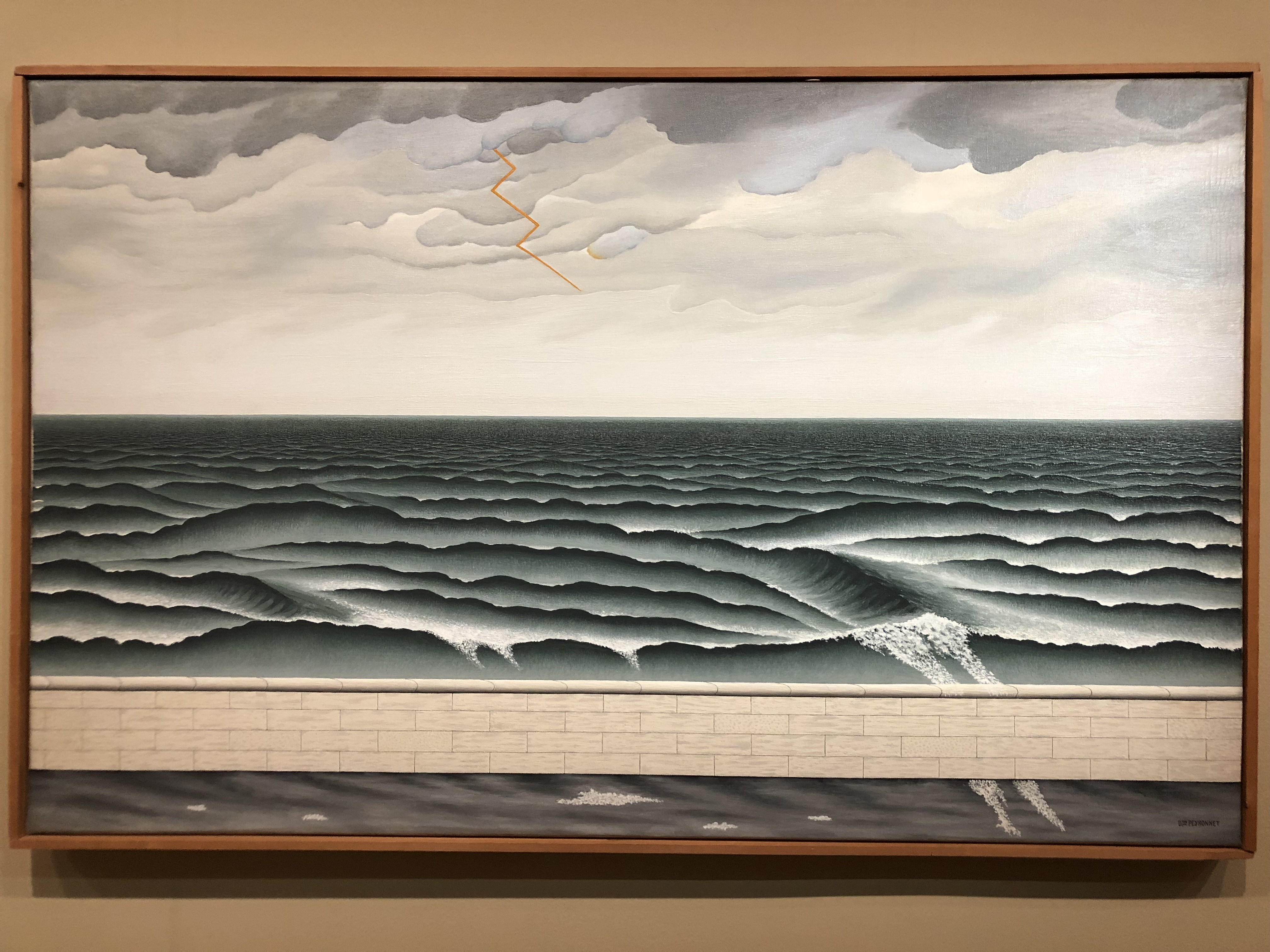
嵐の堤防